# Eho (emisija)
„Eho“ je televizijski esej posvećen poeziji ruskog pesnika Aleksandra Sergejeviča Puškina, u trajanju od 30 minuta, reditelja Slobodana Ž. Jovanovića, a u proizvodnji Radio-televizije Srbije 2000. godine.
Tri emisije snimljene su u čast 200 godina od rodjenja ovog velikog pesnika. Prvi deo pod nazivom „Sužanj“, zatim drugi deo pod nazivom „Anđeo“  i treći deo pod nazivom „Eho“. 
Treći deo pod nazivom „Eho“ obuhvata  stvaralaštvo A. S. Puškina u periodu kada je svojim stvaralaštvom i revolucionarnim idejama postao uzor revolta i želje za promenom Carske samovolje i dobijanje većih ljudskih prava. Uporedo sa njegovim revolucionarnim stihovima, mračne sile oko vlasti stvaraju zaveru da se takav pesnik mora ućutkati. Smišljen je i u delo sproveden klopka-dvoboj u kome je pesnik imao kao suparnika najboljeg strelca tog vremena - Dantesa. Pesnik gine u dvoboju a njegovi stihovi, kao eho, ostaju za večnost.

## Autorska ekipa
- Reditelj Slobodan Ž. Jovanović

## Učestvuju
- Olga Odanović
- Jadranka Nanić Jovanović
- Ivan Jagodić
- Dragan Petrović Pele

## Spoljašnje veze
- Eho на веб-сајту  (језик: енглески)
- A.S.Puškin - Eho (3/3) на веб-сајту